# Mark Holton
Mark Holton (* 2. April 1958 in Oklahoma City, Oklahoma) ist ein US-amerikanischer Schauspieler.

## Leben
Mark Holton schloss 1976 die Okmulgee High School ab und studierte anschließend an der Northeastern State University in Tahlequah. 1982 zog er nach Los Angeles und wurde Schauspieler.
Seine erste große Filmrolle hatte er in Pee-Wee’s irre Abenteuer (1985), gleichzeitig sein Durchbruch als Schauspieler. Dort spielte er den Gegenspieler von Titelfigur Pee-Wee und versuchte dessen Fahrrad zu stehlen. Seine nächste große Rolle hatte er in den beiden Teenwolf-Filmen, wo er den Basketballspieler Chubby darstellt. Weitere Auftritte hatte er in Filmen wie Die nackte Kanone (1988), Eine Klasse für sich (1992), Mein Leben für dich (1993) und Kleine Giganten (1994). Im Fernsehen war er als Gaststar in unter anderem Star Trek: Deep Space Nine, Seinfeld, MacGyver, Sledge Hammer! und NYPD Blue. 2003 trat er als Hauptfigur im Film Gacy auf. In dem Fernsehfilm spielte er den Serienmörder John Wayne Gacy. 2008 stellte er seine Schauspielkarriere ein.
2018 kehrte er im Film Leprechaun Returns zurück, in dem er seine Rolle als Ozzie aus Leprechaun – Der Killerkobold (1993) erneut aufnahm.

## Filmografie
- 1983: What's Up, Hideous Sun Demon
- 1984–1985: Webster (Fernsehserie, 2 Folgen)
- 1985: Pee-Wee’s irre Abenteuer (Pee-wee's Big Adventure)
- 1985: Teenwolf
- 1985: Stoogemania
- 1986: My Chauffeur – Mit Vollgas ins Ehebett (My Chauffeur)
- 1986: Hummeln im Hintern (Modern Girls)
- 1987: Teenwolf II
- 1987: Under Cover – Ein Bulle will Rache (Under Cover)
- 1988: Die nackte Kanone (The Naked Gun: From the Files of Police Squad!)
- 1988: Sledge Hammer! (Fernsehserie)
- 1989: Die Girls Gang (Easy Wheels)
- 1990: Grandpa
- 1992: Eine Klasse für sich (A League of Their Own)
- 1993: Leprechaun – Der Killerkobold (Leprechaun)
- 1993: Mein Leben für dich (My Life)
- 1994: Kleine Giganten (Little Giants)
- 1995: Rumpelstiltskin
- 2000: Die Abenteuer von Rocky und Bullwinkle (The Adventures of Rocky & Bullwinkle) (Stimme)
- 2003: Gacy
- 2004: Madhouse – Der Wahnsinn beginnt (Madhouse)
- 2004: Return to Sender
- 2006: Die Horror Farm von Hoboken Hollow (Hoboken Hollow)
- 2018: Leprechaun Returns
- 2024: Stream